# Marcillada rubricosa
Marcillada rubricosa är en fjärilsart som beskrevs av Walker 1865. Marcillada rubricosa ingår i släktet Marcillada och familjen nattflyn. Inga underarter finns listade i Catalogue of Life.